# Delfort
Delfort er en østrigsk producent af papir med hovedkvarter i Traun, Oberösterreich. De har 2.300 ansatte og driver seks papirmøller.